# Ledina Çelo

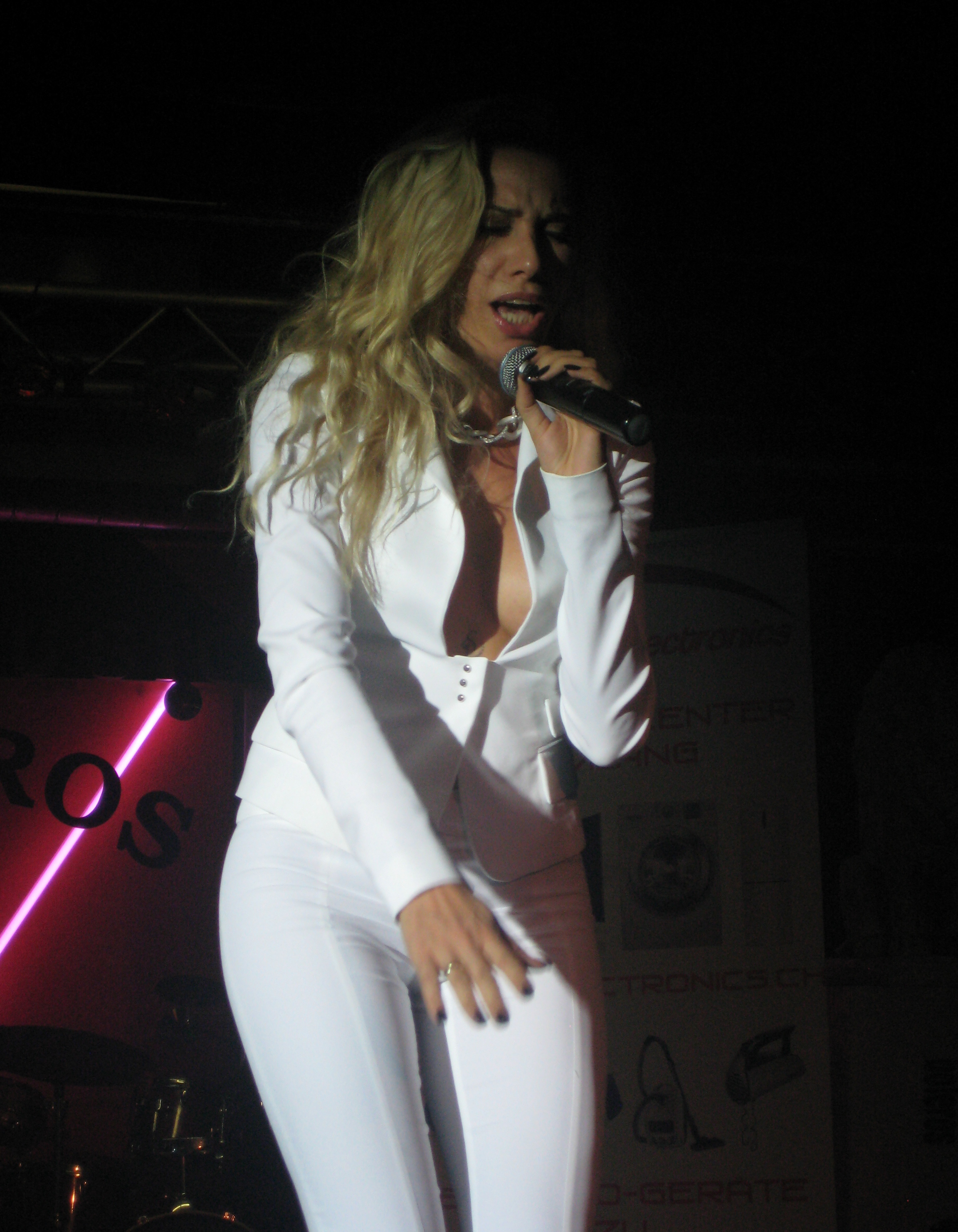
Ledina Çelo in 2012

Ledina Çelo (Tirana, 9 februari 1977) is een Albanese zangeres en model.
In december 2003 presenteerde ze Festivali i këngës, de Albanese voorronde van het Eurovisiesongfestival.
Een jaar later nam ze zelf deel met het lied Nesher shkoj en won. Door het goede resultaat van Anjeza Shahini in 2004 was ze al voor de finale geplaatst. Ze koos ervoor om in het Engels te zingen met Tomorrow I go voor het Eurovisiesongfestival 2005. Het succes van het voorgaande jaar kon ze niet herhalen. Ze werd slechts zestiende waardoor Albanië in 2006 opnieuw langs de halve finale moest.